# All Back to the Mine
All Back to the Mine är ett samlingsalbum av Moloko, utgivet 2 oktober 2001. Det innehåller remixversioner av duons singlar och albumlåtar.

## Låtlista

### Skiva ett
1. "The Time Is Now" (DJ Plankton mix) - 10:32
2. "The Flipside" (Herbert's Surround Sound mix) - 6:42
3. "Pure Pleasure Seeker" (Todd Edwards Pleasure for Life UK vocal) - 7:00
4. "Dominoid" (Panty Sniffer mix) - 7:16
5. "Sing It Back" (Mousse T's Feel Love mix) - 6:05
6. "Indigo" (Robbie Rivera's Dark mix) - 7:34
7. "Pure Pleasure Seeker" (Oscar G's Cuba Libre dub) - 5:35
8. "The Flipside" (Swag's Mocoder dub) - 5:13
9. "Knee Deepen" (Salt City Orchestra edit) - 4:52
10. "Sing It Back" (Can 7 1930's mix) - 2:19

### Skiva två
1. "The Time Is Now" (Bambino Casino mix) - 7:09
2. "Lotus Eaters" (Ashley Beedle's Funk in Your Neighborhood mix) - 4:49
3. "Party Weirdo" (Wackdown mix) - 6:16
4. "Fun for Me" (Plankton's Pondlife mix) - 6:02
5. "Indigo" (All Seeing I Glamoloko edit) - 4:29
6. "Lotus Eaters" (Luke Vibert's Plug mix) - 6:44
7. "The Flipside" (DJ Krust dub) - 3:02
8. "Where Is the What" (Wonderbook mix) - 6:22
9. "Pure Pleasure Seeker" (Pizzicato mix) - 7:07
10. "Day for Night" (Quarter Master mix) - 5:10
11. "The Time Is Now" (FK's Blissed Out dub) - 10:29